# Прокуративе
„Прокуратѝве“ (на хърватски: Prokurative), познат официално като Площа̀д на репу̀бликата (Trg republike), е известен площад в неоренесансов стил, намиращ се в центъра на град Сплит в Хърватия. Разположен е на изток от Марянския хълм и на запад от Двореца на Диоклециан и прилежащата му крайбрежна пешеходна улица, позната като Сплитска рива. Откритата му южна страна гледа към остров Шолта в Адриатическо море. Тук се провеждат културни събития, най-познатото от които е ежегодният Сплитски фестивал за забавна музика от 1960 г.

## История
Кметът Антонио Баямонти (в длъжност от 1860 до 1864 г.) цели да превърне Сплит от запуснато провинциално градче в напреднал европейски град. Веднага след встъпването си в длъжност се отдава на осъществяването на плановете си, основавайки Далматинската асоциация (на италиански: Associazione dalmatica), занимаваща се с финансовите въпроси по осъществяването.

### Изграждане от 1863 до 1867 г.
Първата сграда, издигната на мястото на тогавашния парк, наречен Мармонтова поляна, около който са издигнати бъдещите странични крила на площада, е театър „Баямонти“, съдържащ 1300 места, построен само за пет месеца и открит тържествено на 27 ноември 1859 г. по чертежите на венецианския архитект и реставратор Джовани Батиста Медуна (1800 – 1880 г.) и сплитския политик Михо Клаич, който замисля вътрешността. Основоположник и главен спонсор за изграждането на този театър, както и на по-късния площад, е Баямонти. Медуна му се струва логичен избор, тъй като възобновява за едва десет месеца заедно с брат си Томазо изгорелия през декември 1836 г. знаменит театър „Ла Фениче“ във Венеция.
Медуна проектира за градската управа и две странични крила в неоренесансов стил по образец на венецианските Прокурации, обграждащи площада „Сан Марко“. Първото от тях е западното крило, построено от 1863 до 1867 г. Нататъшните планове за доизграждането на площада са преустановени през 1880 г., тъй като Наземният съвет в Задар разпуска сплитската община вследствие на политическата борба между Автономистката и предвожданата от адвоката и кмет (от 1885 до 1893 г.) на града Гайо Булат Народна партия, който през годините се бори срещу Баямонтиевата Далматинска асоциация, сочейки съмнителните му финансови трансакции. На изборите от 1882 г. побеждава неговата партия, с което нататъшното изграждане на източното крило постепенно се забравя. Единственото, което е направено през този период, е поставянето на каменните стълби от южната страна на Мармонтовата поляна през 1899 г., павирана още по времето на Баямонти.
Театър „Баямонти“ изгаря заедно с кафенето и читалнята през 1881 г., сградата е обновена по-късно, но не в началния си облик и не със старото си предназначение. По новия проект е поделена така, че на приземния етаж да се помещава киносалон, а на горния етаж – по-малък театър (към 2024 г. там се помещава Градският театър на младите).
Западното крило е реставрирано през 1905 г., като на фасадата му са добавени циментни маскарони и фризове.

### Изграждане от 1909 до 1928 г.
Изграждането на източното крило е забавено от издаването на разрешително за строеж. Австро-унгарската банка възнамерява да купи южната му част, а Министерството на търговията – северната. Банката сключва договор с притежателите през ноември 1908 г., но началото на строежа поражда някои спорове. Семейството на Микиели Витури, в чието притежание е северната част, към която трябва да се свърже източното крило и в която се помещава читалнята, не одобрява плана, а Община Сплит предявява правото си да използва пространството като посредник и предлага да заведе дело срещу семейството на Витури. Тъй като банката не възнамерява да строи до северния край, не е заинтересована от предложението на Общината и въпреки това се постига споразумение.
Изграждането на източното крило на „Прокуративе“ започва през 1909 г. и се строи на два етапа – от 1909 до 1911, а по-късно – от 1927 до 1928 г. Първата му част е построена от виенското строително предприятие „Унионбаугезелшафт“.